# Karenwebberita
La karenwebberita és un mineral de la classe dels fosfats, que pertany al grup de la trifilita. Rep el seu nom de Karen Louise Webber, professora adjunta i investigadora del grup de recerca en mineralogia, petrologia i pegmatologia del Departament de Ciències de la Terra i Medi Ambient de la Universitat de Nova Orleans, Louisiana, Estats Units.

## Característiques
La karenwebberita és un fosfat de fórmula química NaFe2+(PO₄). Va ser aprovada com a espècie vàlida per l'Associació Mineralògica Internacional l'any 2011. Cristal·litza en el sistema ortoròmbic. És un mineral dimorf de la marićita.
Segons la classificació de Nickel-Strunz, la karenwebberita pertany a «08.AB - Fosfats, etc. sense anions addicionals, sense H₂O, amb cations de mida mitjana» juntament amb els següents minerals: farringtonita, ferrisicklerita, heterosita, litiofilita, natrofilita, purpurita, sicklerita, simferita, trifilita, sarcòpsid, chopinita, beusita, graftonita, xantiosita, lammerita, lammerita-β, mcbirneyita, stranskiïta, pseudolyonsita i lyonsita.

## Formació i jaciments
Va ser descoberta al dic pegmatític Malpensata, situat a la península de Piona, a la localitat de Colico, a la província de Lecco (Lombardia, Itàlia). També ha estat descrita al meteorit 03505, un meteorit de ferro trobat al Sàhara. Són els dos únics indrets on ha estat descrita aquesta espècie.